# John Finnegan
Pour les articles homonymes, voir Finnegan.
John P. Finnegan, dit J. P. Finnegan, né le 18 août 1926 à New York – mort le 29 juillet 2012 à Palm Desert, est un acteur américain. Il a tourné dans plusieurs épisodes de la série Columbo. Ami de John Cassavetes, il a tourné dans cinq de ses films.

## Filmographie partielle
Avec John Cassavetes
- Une femme sous influence (1974)
- Meurtre d'un bookmaker chinois (1976)
- Opening Night (1977)
- Gloria (1980)
- Love Streams (1984)